# Kéreg

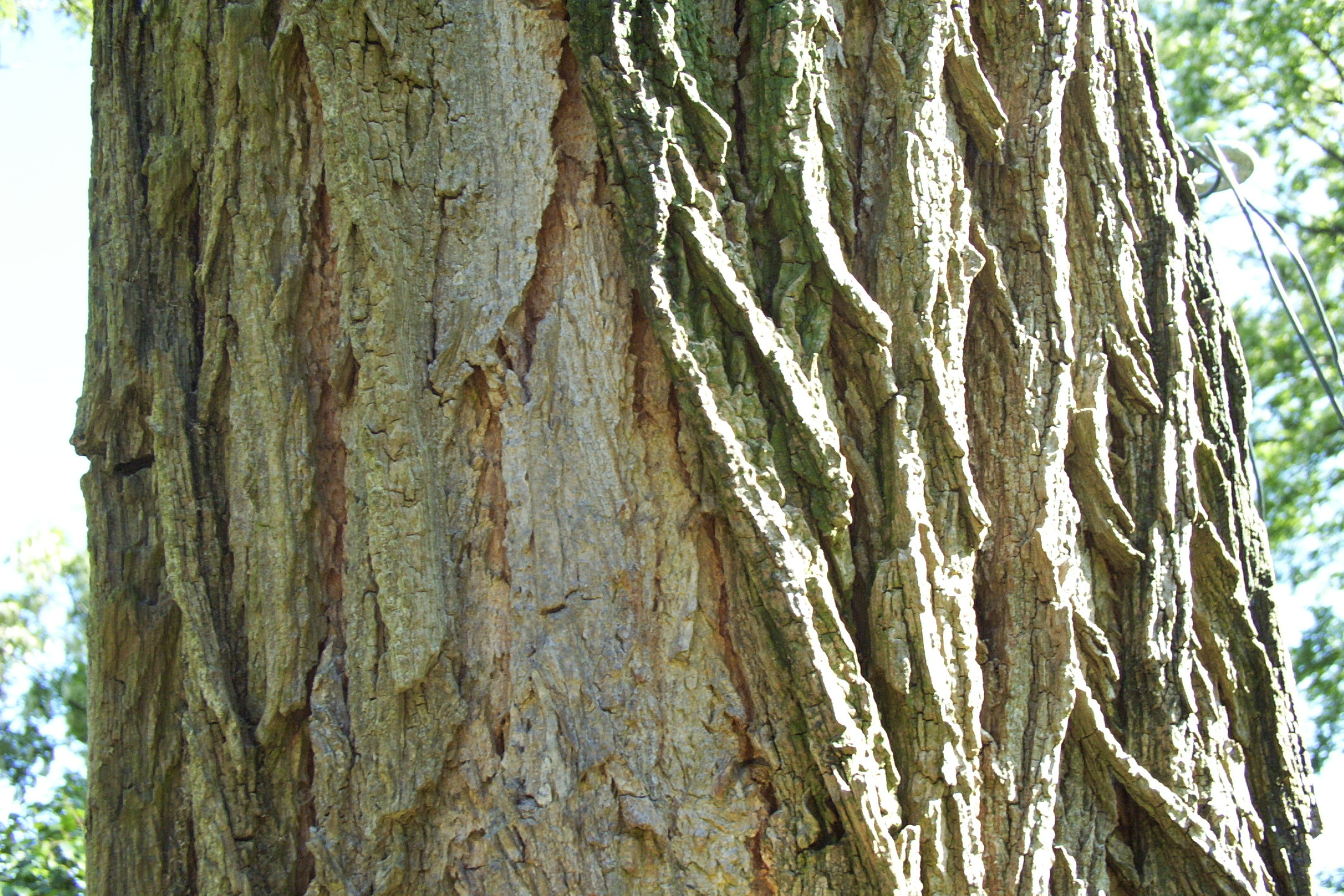
A fehér akác kérgének külső képe

A kéreg fajra jellemző szerkezetű és mintázatú réteg a fák törzsén, ami annak növekedése során a legkülső rétegek elhalt sejtjeiből, azáltal alakul ki, hogy nem képes követni a törzs kerületének növekedését, így megrepedezik. A jellemző szerkezet miatt a különböző fafajok meghatározásában hasznos, főként télen, mikor levelek, termések, virágok alapján ez nem lehetséges vagy nehéz.
Kérget a fák, fás szárú liánok és cserjék szárán és gyökerein találunk, a nyalábkambiumon kívülre eső növényi részeket nevezik így.

## Felépítés
Azoknál a növényeknél, amelyek nem rendelkeznek másodlagos vastagodással, vagy annak kialakulása előtt, a kéreg az epidermisz és a gyökér központi hengerének, illetve a hajtástengely kambiumgyűrűjének közötti alapszövetet foglalja magában. A kéreg gyakran gazdag sejtközi járatokban, és sok esetben tároló funkciót lát el. Gyakran találhatók a kéregben szilárdító szövetek, például szklerenchimatikus és kollenchimatikus rostok is.
Azoknál a növényeknél, amelyek másodlagos vastagodással rendelkeznek, a kambium által kifelé létrehozott háncsrész (másodlagos floém) a (másodlagos) kéreg részének tekinthető. Ez szitacsövekből kísérősejtekkel, háncsrostokból és szkleridekből áll. A kéreg egy része másodlagos fedőszövetet, a peridermát alkotja, amelyet köznyelvben egyszerűen kérgének neveznek.
Azoknál a növényeknél, amelyek erőteljes másodlagos vastagodást mutatnak, például sok fánál és cserjénél, harmadlagos fedőszövet, a kéreg alakul ki, amelyet szintén „kéreg” néven emlegetnek a hétköznapi nyelvben. A kérgen keletkezett sérülések azonban eltérően a kéregtől, behegednek, és évtizedekig láthatóak maradnak.

## Felhasználási tulajdonságok és alkalmazások
A szárított kérgek jó szigetelési tulajdonságokkal rendelkeznek, és a fához képest megnövekedett tűzállóságot mutatnak. A bennük található cserzőanyagok miatt viszonylag ellenállóak a mikroorganizmusokkal szemben.
Elsősorban a kéreg külső részeit használják fel széleskörűen. Cserzőanyag-tartalmuk miatt fontos cserzőanyagként alkalmazzák őket. A cserzőkérgek előállítására az érintett fákat (például tölgyeket és akáciákat) úgynevezett „csersaverdőkben” termesztik. Az egyedeket addig nevelik, amíg elérik azt a kort, amelyben a legjobb kérget adják. Számos más kéregfajta és kérgrész, például a cinchona kéreg vagy a fahéj, gyógyászati célokra (lásd gyógyhatású növények) vagy fűszerként használatos.
A parafatölgy és az ázsiai amúrparafa-fa biztosítja a parafát, amelyből főként dugókat és parafadugókat készítenek. A parafatermesztés értékének körülbelül 70%-át a palackdugók gyártása teszi ki. Ezen kívül a parafát padlóburkolatok, szigetelőanyagok és számos más termék gyártására is felhasználják.
A kérget elsősorban energia előállítására égetik el, valamint mulcsként (kéregmulcs) használják, emellett tőzeghelyettesítőként kérgekből komposztot is készítenek. A mulcskérget és a kérgekből készített komposztot fakéreg aprításával, szitálásával és esetleg komposztálásával állítják elő. Ezeket ömlesztve vagy zsákos kiszerelésben szállítják a végfelhasználóknak. A kéreg energia-pelletekbe is keverhető, de ez csökkenti a pelletek minőségét. A parafához hasonlóan a különböző fafajok kérgei más anyagcélú alkalmazásokra is használhatók. Az ilyen alkalmazások, mint például szigetelőlapok, ömlesztett szigetelőanyagok vagy dekoratív anyagok, jelenleg fejlesztés alatt állnak.

## Fajtái
- sima kéreg - a fiatal fákra jellemző
- lemezes kéreg
- repedezett és barázdált kéreg
- hosszanti csíkokban hámló kéreg
- vízszintesen hámló kéreg
- rétegesen hámló kéreg